# Joaquín Pérez Siquier
Joaquín Pérez Siquier (Almería, 15 de junio de 1928 - id., 25 de febrero de 2012) fue un funcionario y político español, miembro del Partido Socialista Obrero Español (PSOE), elegido en cuatro ocasiones diputado al Congreso, hermano del Premio Nacional de fotografía, Carlos Pérez Siquier.
Hijo de un funcionario de Hacienda represaliado al finalizar la Guerra Civil, sufrió ya en la adolescencia las agresiones de jóvenes falangistas. A pesar de las circunstancias, su madre le formó en la tolerancia, el respeto y el interés por la cultura. Estudio libre la carrera de Derecho, licenciándose en la Universidad de Granada y accediendo por oposición a una plaza como funcionario del Cuerpo Técnico de Administración Civil de la Diputación Provincial almeriense. Más tarde se diplomó también en Educación. Ya en aquellos años de estudios superiores estuvo en contacto con movimientos de oposición al franquismo y con militantes del PSOE en el exterior. Se afilió al PSOE al tiempo de la legalización de éste en 1977. Después encabezó la candidatura socialista por la circunscripción electoral de Almería en las elecciones generales de 1982 1986, 1989 y 1993, resultando elegido Diputado. Fue secretario general de la ejecutiva provincial del PSOE almeriense, delegado en el Congreso por la Libertad de la Cultura que presidió Antonio Gala en 1978 y participó en la Comisión Mixta de Transferencias para lo que sería más tarde la Junta de Andalucía.
Presidió el Ateneo de Almería, en el que destacó su labor en la tarea de atraer como conferenciantes a personas claves de la política española de la época (Alfonso Guerra, Miquel Roca i Junyent, Santiago Carrillo o Joaquín Ruiz Giménez, entre otros) y fue miembro activo del Instituto de Estudios Almerienses.